# 妹尾堅一郎
妹尾 堅一郎（せのお けんいちろう、1953年 - ）は、日本の経営学者。専門はビジネスモデル論、知財マネジメント、問題学・構想学など。特定非営利活動法人産学連携推進機構理事長。

## 略歴
東京都生まれ。慶應義塾大学経済学部卒業後、富士写真フイルム勤務を経て、英国ランカスター大学経営大学院システム・情報経営学修士課程修了、同大学経営大学院博士課程満期退学。帰国後は産能大学経営情報学部助教授、慶應義塾大学総合政策学部助教授、同丸の内キャンパス初代校長、同大学院政策・メディア研究科教授、東京大学先端科学技術研究センター特任教授などを務めた。
一橋大学大学院商学研究科客員教授としては、のちに山内敏弘とともにホスピタリティ・マネジメントプログを担当した。一般社団法人日本知財学会理事、日本知財学会理事、CIEC（コンピュータ利用教育学会）会長、研究・イノベーション学会参与などを歴任した。

## 著書
- 『研究計画書の考え方 大学院を目指す人のために』（ダイヤモンド社, 1999年）
- 『考える力をつけるための「読む」技術 情報の解読と解釈』（ダイヤモンド社, 2002年）
- 『知的情報の読み方』（水曜社, 2004年）
- 『アキバをプロデュース 再開発プロジェクト5年間の軌跡』（アスキー新書, 2007年）
- 『技術力で勝る日本が、なぜ事業で負けるのか 画期的な新製品が惨敗する理由』（ダイヤモンド社, 2009年）

### 共編著
- 『雷害リスク 急増する新型被害への対策 ネットワークと情報資産のリスクマネジメント』編,雷害リスク低減コンソーシアム著 （ダイヤモンド社, 2003年）
- 『グリッド時代 技術が起こすサービス革新』関口智嗣共著 （アスキー, 2006年）
- 『雷文化論』編著 （慶應義塾大学出版会, 2007年）
- 『社会と知的財産』生越由美共著 （放送大学教育振興会, 2008 年）
- 『ビジネスモデルイノベーション』渡部俊也編, 新宅純二郎, 小川紘一, 立本博文, 高梨千賀子共著 （白桃書房 東京大学知的資産経営総括寄付講座シリーズ, 2011年）
- 『イノベーションシステムとしての大学と人材』渡部俊也編 各務茂夫, ロバート・ケネラー共著 （白桃書房 東京大学知的資産経営総括寄付講座シリーズ, 2011年）

### 翻訳
- ラッセル・L.エイコフ『創造する経営 企業を甦らせる52の妙薬』村越稔弘共訳 （有斐閣, 1988年）
- ピーター・チェックランド, ジム・スクールズ『ソフト・システムズ方法論』監訳 （有斐閣, 1994年）

## 論文
- 妹尾堅一郎